# Малиново (област Габрово)
 За другото българско село вижте Малиново (Област Ловеч).  
Малѝново е бивше село в Северна България, присъединено към село Млечево, община Севлиево, област Габрово.

## История
- От 23 март 2013 г. село Малиново е присъединено към Млечево.[2]

## Население
| Българи                                      | Българи | Българи | Българи | Българи | Българи | Българи | Българи | Българи | Българи | Българи | Българи | Българи | Българи |
| -------------------------------------------- | ------- | ------- | ------- | ------- | ------- | ------- | ------- | ------- | ------- | ------- | ------- | ------- | ------- |
| година                                       | 1934    | 1946    | 1956    | 1965    | 1975    | 1985    | 1992    | 2001    | 2011    |         |         |         |         |
| население                                    | 69      | 62      | 90      | 32      | 9       | 0       | 0       | 0       | 0       |         |         |         |         |
| Източници: Национален статистически институт |         |         |         |         |         |         |         |         |         |         |         |         |         |